# Kammer von Warringholz

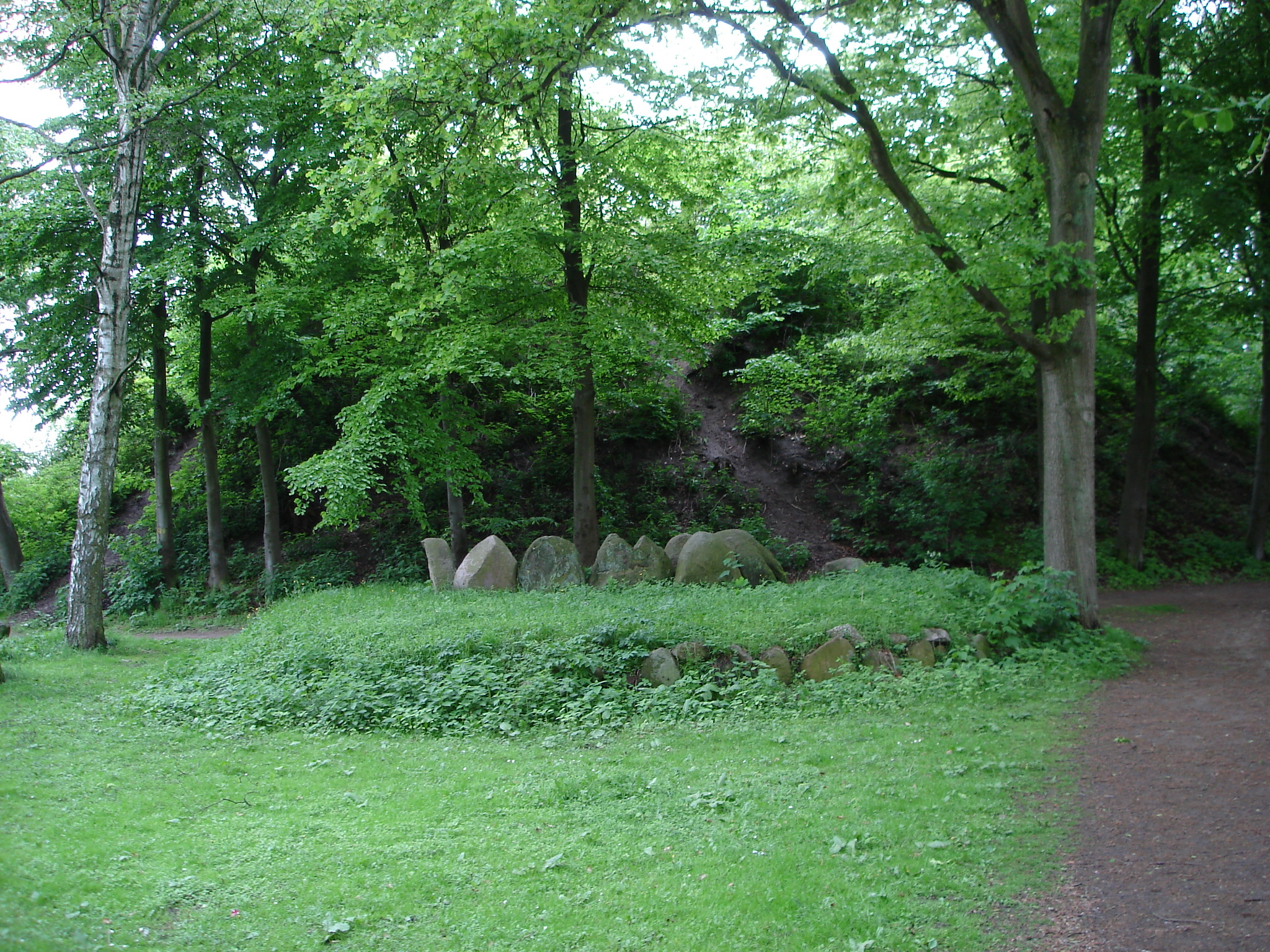
Das Grab an seinem heutigen Standort

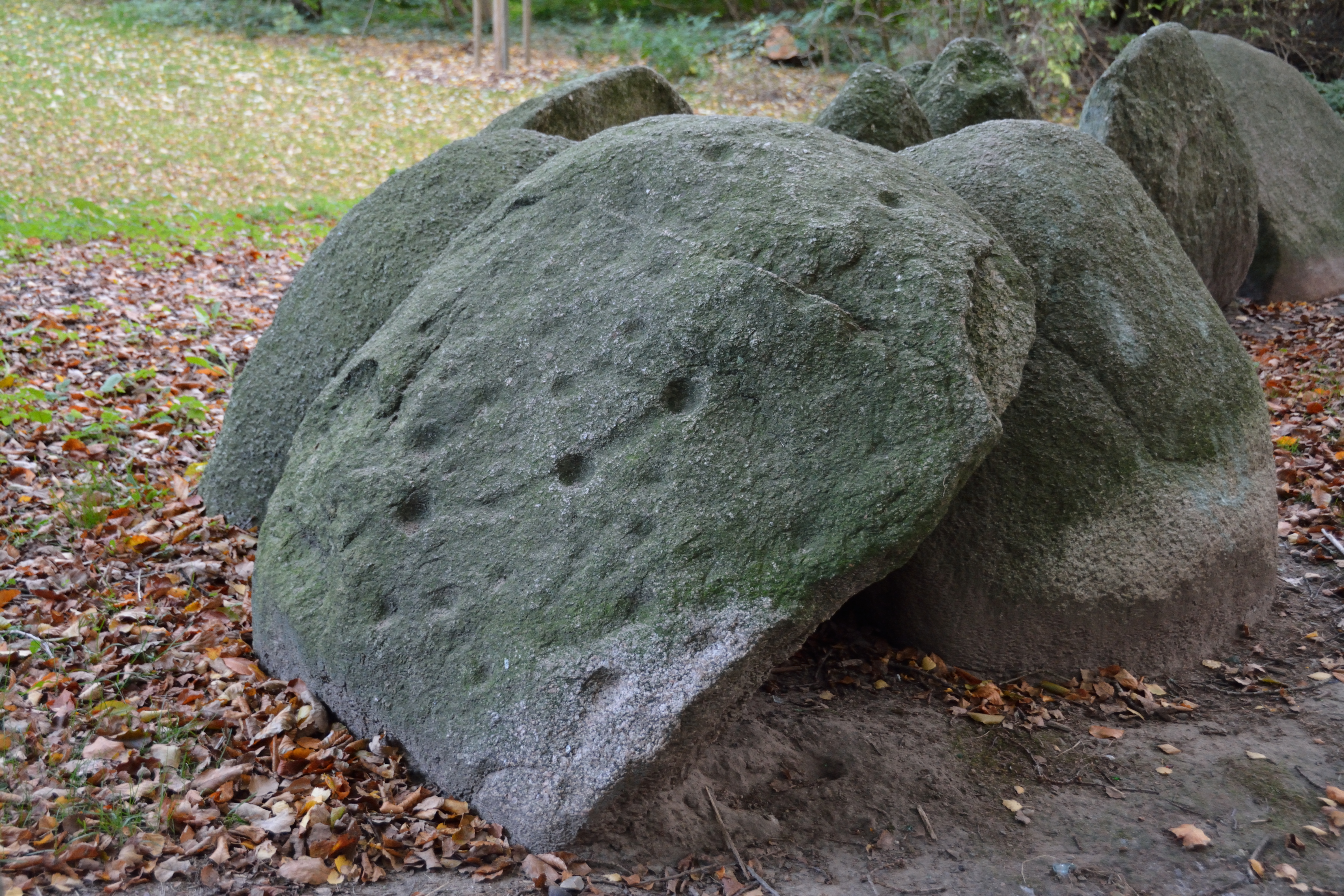
Der Schalenstein

Die Kammer von Warringholz Kreis Steinburg in Schleswig-Holstein, entstand zwischen 3600 und 3200 v. Chr.  als Megalithanlage der Trichterbecherkultur (TBK). Die rechteckige Steinkammer ist ein erweiterter Dolmen mit ursprünglich vier Deck- und vier Tragsteinen (Orthostaten) und war auf der etwa einen halben Meter hohen, aus der angrenzenden Niederung weithin sichtbaren Sandkuppe errichtet worden. Ihr Innenraum maß 3,5 m in der Länge und 1,2 m in der Breite. Als Nachbestattungen einer späteren Zeitstufe fanden sich Beigaben der Einzelgrabkultur (2800 bis 2300 v. Chr.; hier: Untergrabzeit).
In der älteren Nordischen Bronzezeit wurde neben dem Dolmen eine Baumsargbestattung vorgenommen, die anschließend zu einer Überhügelung des Ensembles mit einer Höhe von 1,2 m und einem Durchmesser von etwa 25,0 m führte. Im östlichen Teil des Grabhügels waren in der Periode V der Nordischen Bronzezeit zusätzlich zwei Urnenbestattungen eingebracht worden.
Da der Landwirt seinen Acker frei haben wollte, wurde die Anlage auf Initiative von Günther Haseloff (1912–1990), der die wissenschaftliche Untersuchung 1938 in Warringholz leitete, umgesetzt und zur Anschauung am Galgenberg in Itzehoe aufgestellt. Die Anordnung der Steine ist dem Original nachempfunden.

## Aufbau
Bei der Ausgrabung wurde offenbar, dass die alte Grabkammer in ihrer über 5000 Jahre alten Geschichte mehrfach stark gestört wurde. Dennoch lassen die vorgefundenen Reste die Deutung zu, dass es sich um einen Großdolmen handelt mit vier Tragsteinen und mit ebenso vielen Decksteinen. Die Tragsteine der nördlichen Längswand waren vollständig. Alle Orthostaten waren große Findlinge und standen ursprünglich eng aneinander in einer Reihe und mit ihrer glatten Seite nach innen. Die Träger der schmalen Seiten befanden sich ebenfalls noch in Position. Dagegen fehlten auf der Südseite drei der vier Findlinge. Auch von den vier Decksteinen blieb nur einer erhalten. Dieser ist ein Schalenstein, der jetzt schräg angelehnt am Schmalende steht.
Der Zugang zur Kammer lag vermutlich auf der Südwestseite. Standspuren von Gangsteinen oder Spuren eines Zugangs konnten nicht festgestellt werden. Die Fugen zwischen den Tragsteinen waren mit einem Zwischenmauerwerk aus vielen kleineren Steinen abgedichtet worden, von denen Reste gefunden wurden. Auf der Außenseite war die Kammer rundum von einer Steinpackung eingefasst. Die ursprüngliche Höhe dieses Steinmantels war nicht zu ermitteln, da die meisten Rollsteine entfernt worden waren. (Möglicherweise dienten sie als willkommene Materialquelle für den Steinkranz des späteren Hügelgrabes.) Doch scheint er nirgends höher als die Tragsteine gewesen zu sein. Der Innenraum der Steinkammer war total zerstört. Der typische Bodenbelag aus weiß gebranntem Feuerstein ließ sich leider nicht mehr nachweisen, da er wohl im Rahmen späteren Nachbestattungen ausgeräumt worden war.
Etwa einen Meter südwestlich der Kammer lag auf der alten Oberfläche ein etwa 0,6 m hoher Stein mit Schälchen, der nicht zur Kammer gehörte. Ihn bewertet man als „heiligen Stein“.

## Funde
Umfasst von einem Mantel aus Feldsteinen, überragt von den vier Decksteinen der Grabkammer und in erhabener Lage über der angrenzenden Niederung bot der Großdolmen von Warringholz den Siedlern und auch den Fremden, die ihn passierten, einen imposanten, monumentalen Anblick. Eine Landmarke – angemessen einem Ort der Totenbestattung und Ahnenverehrung.
So verwundert es nicht, dass das Großsteingrab über 2000 Jahre lang eine wichtige örtlichige Bedeutung als Grabstätte und ritueller Ort des Ahnengedenkens für die umliegenden Siedlergemeinschaften besessen haben muss, wie die Auswertung der Funde belegt:
- Die Entstehung der Grabanlage datiert in die Zeit der Trichterbecherkultur und zwar in die Zeit der Megalithgräber von ~ 3650 bis 3200 v. Chr., denn vor der Kammer lag ein dünnblattiges Feuersteinbeil mit geschliffenen Breitseiten

- Südlich der Kammer wurde ein dünnblattiges Feuersteinbeil geborgen. Es wurde wohl bei einer Raubgrabung oder bei der Räumung der Steinkammer für die Nachbestattungen hier verloren und wird eine Grabbeigabe aus der Zeit der ursprünglichen Bestattungen gewesen sein. Es datiert den Beginn der Begräbnistradition in die Megalithgrabzeit zwischen 3600 und 3200 v. Chr.
- Unter  einem Deckstein (großer Schalenstein) wurden Scherben eines Bechers mit geschweifter Grundform und eingezogenem Rand und ein dicknackiges Feuersteinbeil gefunden. Sie sind typisch für die 1. Periode der Einzelgrabkultur und zwar für die Untergrabzeit ab 2800 v. Chr.  Diese Funde zeigen: auch die Schnurkeramiker nutzten die Grabstätte für Nachbestattungen, obwohl sie ganz andere, neue Vorstellungen über Familie, Eigentum und Bestattungsriten entwickelt hatten.
- Auch in der älteren Bronzezeit (Periode II, 1500 bis 1300 v. Chr.) hatte der Ort um den Großdolmen eine Bedeutung für die Bestattungszeremonien: Nordwestlich neben dem Steingrab wurde eine Körperbestattung in einem Baumsarg vorgenommen. Der Sarg wurde von einem mehrfach erweiterten Rundhügel von etwa 25 m Durchmesser und 1,2 m Resthöhe, der von einem Steinkranz umgeben war, überwölbt, der auch den Dolmen bedeckte. Im östlichen Randbereich des Hügels am Steinkreis befanden sich zwei kammerartige Anbauten, deren Funktion nicht zu klären war.
- Im östlichen Hügelteil wurden zwei Urnen in  Steinpackungen gefunden, von denen ein Gefäß in die Periode V (950 bis 720 v. Chr.) der nordischen Bronzezeit datiert werden kann.

Die Zeitspanne, in der das Megalithgrab und das anschließend darüber gewölbte Hügelgrab den frühgeschichtlichen Siedlern als Friedhof und Ort des Totengedenkens dienten umfasst gut 2000 Jahre und erstreckt sich über verschiedene Kulturstufen.

## Zwei Schalensteine
Zwei Schalensteine wurden in Zusammenhang mit der Megalithanlage gefunden. Unter Schalensteinen versteht man unbearbeitete Steine, auf denen sich napfförmige Vertiefungen befinden, die auf natürliche Weise entstanden oder von Menschenhand eingearbeitet worden sind. Der bekannteste Schalenstein in Schleswig-Holstein ist der von Bunsoh.
Die Schalen sind runde oder ovale Ausbuchtungen von unterschiedlicher Tiefe. In Versuchen wurde festgestellt, dass sie sich in kurzer Zeit herstellen lassen. Häufig enthalten Schalensteine auch weitere Gravuren wie Linienmuster, Hände, Fußabdrücke oder Radkreuze. So zeigt auch der hiesige große Schalenstein Linienverbindungen.
Schalensteine lassen sich nicht einer einzigen kulturellen Tradition zuordnen. Erste Funde sind aus dem Paläolithikum bekannt. Sie setzen sich fort vom Neolithikum über die Bronzezeit bis in die Eisenzeit. Deshalb lassen sich auch keine einheitlichen Deutungen zur Herstellung und Nutzung der Schalen ermitteln.
Trotz verschiedener Forschungsansätze ist bis heute ungeklärt, zu welchem Zweck die Schälchen in die Steine eingetieft wurden. Unter praktischen Gesichtspunkten wird die kultische Gewinnung von Gesteinsmehl diskutiert. Auch könnten die kleinen Mulden genutzt worden sein, um Opfergaben einzufüllen oder abzulegen. Denkbar ist auch die Markierung von Gestirnspositionen und des Sonnenstandes, um kalendarische Ereignisse wie Jahreszeiten oder die Sonnenwende berechnen und vorhersagen zu können. All diese Deutungsversuche erwiesen sich in Einzelfällen als plausibel, ließen sich jedoch nicht für alle Schalensteine generalisieren. Deshalb bleiben die Schalensteine auch weiterhin ein geheimnisvolles Phänomen der Frühgeschichte.